# هاردیپ سینگ نیجار
هاردیپ سینگ نیجار (زاده ۱۱ اکتبر ۱۹۷۷ - درگذشت ۱۸ ژوئن ۲۰۲۳) یک سیک کانادایی بود و با جنبش خالصتان، که خواستار ایجاد یک ایالت مستقل سیک است، همکاری داشت.
نیجار که در هند به دنیا آمده است در اواسط دهه ۱۹۹۰ به کانادا مهاجرت کرد. سازمان‌های سیک، نیجار را به عنوان یک فعال حقوق بشر می‌دانستند، در حالی که دولت هند او را متهم به اعمال تروریستی و جنایت وابسته به نیروی جنگ‌طلب تایگر خالصتان کرد و خواستار دستگیری او شد. نیجار و حامیانش این اتهامات را رد کردند و گفتند که او طرفدار روش‌های مسالمت‌آمیز برای ایجاد ایالت خالصتان است. در سال ۲۰۱۶، نام نیجار در فهرست پرواز ممنوع کانادا قرار گرفت و حساب‌های بانکی شخصی‌اش به دلیل اتهامات مربوط به مشارکت در «اردوگاه‌های آموزشی تروریستی» مسدود شد. نیجار در سال ۲۰۱۹، هنگامی که پیشوای نیایشگاه گورو نانک سیک‌ها در شهر سوری، استان بریتیش کلمبیا شد، شهرت یافت و حامی جدایی‌طلبی سیک‌ها شد. نیجار همچنین با گروه جدایی‌طلب سیک‌ها در جستجوی عدالت (SFJ) مرتبط بود و کمپین همه‌پرسی خالصتان این گروه را در سال ۲۰۲۰ رهبری کرد.
در روز ۱۸ ژوئن ۲۰۲۳، نیجار در بخش پارکینگ عبادتگاه سیک‌ها در بریتیش کلمبیا مورد اصابت گلوله قرار گرفت و کشته شد. در روز ۱۸ سپتامبر ۲۰۲۳، جاستین ترودو نخست‌وزیر کانادا اظهار داشت که سازمان‌های اطلاعاتی کانادا در حال «پیگیری ادعاهای موثق در مورد ارتباط بالقوه» بین عوامل دولت هند و ترور نیجار هستند. پس از این قتل، کانادا یک دیپلمات هندی را عنصر نامطلوب شناخت و از کشور اخراج کرد. وزارت خارجه هند دست داشتن در این قتل را رد کرد و یک دیپلمات ارشد کانادایی را به عنوان اقدامی تلافی جویانه اخراج کرد.
در ماه مه ۲۰۲۴، پلیس سواره‌نظام سلطنتی کانادا (RCMP) سه شهروند هندی را که متهم به قتل نیجار بودند، بازداشت کرد. تحقیقات مسئولان کانادا در مورد ارتباط احتمالی بین قتل و دولت هند ادامه دارد.
در ماه اکتبر ۲۰۲۴، کانادا شش دیپلمات هندی، از جمله کمیسر عالی، سانجی کومار ورما را تحت عنوان عنصر نامطلوب از کانادا اخراج کرد. این اتفاق پس از آن رخ داد که کانادا اعلام کرد که آنها «شواهد غیرقابل انکار» از ارتباط میان عوامل دولت هند و قتل نیجار و سوخدول سینگ که در روز ۲۰ سپتامبر ۲۰۲۳ در شهر وینیپگ به ضرب گلوله کشته شد، در اختیار هند قرار داده است. مقامات کانادایی می‌گویند که این شش مقام هندی «مستقیماً در جمع‌آوری اطلاعات مفصل دربارهٔ تعدادی جدایی‌طلب سیک دست داشتند که سپس توسط عوامل جنایتکار هند تهدید شده، مورد حمله قرار گرفته یا کشته شدند».

## دوران ابتدایی زندگی و مهاجرت به کانادا
هاردیپ سینگ نیجار در روز ۱۱ اکتبر ۱۹۷۷ در روستای بهار سینگ پورا، در تحصیل فیلاور از بخش جالندهر، ایالت پنجاب هند در طایفه نیجار از گروه قومی مذهبی جات سیک به دنیا آمد. خانواده نیجار در بحبوحه شورش سیک، اغلب به افراد جنگ‌طلب سیک پناه می‌دادند، نیجار ادعا کرده بود که او برای پیوستن به جنبش ستیزه‌جوی سیک از آنوک سینگ بابار، از اعضاء مؤسس تشکیلات مبارز بابار خالصا که اغلب به مزرعه خانواده نیجار رجوع می‌کرد، الهام گرفته است. او در اواسط دهه ۱۹۹۰ به کانادا مهاجرت کرد. طبق نوشته‌های روزنامه تریبون هند، نیجار در سال ۱۹۹۵ در بحبوحه سرکوب شورش مسلحانه در پنجاب بازداشت شد. طبق نوشته‌های روزنامه گلوب اند میل کانادا، نیجار به دوستان خود گفته بود که به علت رابطه با طراحان ترور سروزیر بی‌اِنت سینگ دستگیر شده بود، ادعایی که او از بیان آن به مقامات مهاجرت کانادا خودداری کرده بود.
نیجار در روز ۱۰ فوریه ۱۹۹۷، با استفاده از پاسپورت جعلی تحت نام «راوی شارما» وارد کانادا شد و بعد درخواست پناهندگی کرد. او در یک سوگندنامه کتبی به این نکته اشاره کرد که برادر، پدر و عموی او بازداشت شده‌اند و خودش توسط پلیس مورد شکنجه قرار گرفته است. این ادعای او توسط مقامات رد شد چون آنها فکر می‌کردند مدارکی که او برای اثبات ادعای خود تحویل داده است تا حدودی جعلی است؛ مقامات مظنون بودند نامه‌ای که از قرار معلوم توسط یک درمانگر هندی نوشته شده و شکنجه شدن او را تأیید کرده است، ساختگی است. اعضاء هیئت درج کردند که «باور پذیر نیست که شاکی توسط پلیس دستگیر و شکنجه شده باشد.»
یازده روز بعد از رد ادعای او، نیجار با زنی ازدواج کرد که مهاجرت او را سازمان‌دهی کرده بود. مقامات این نکته را مورد ملاحظه قرار دادند که این زن در سال ۱۹۹۷ وارد کانادا شده است و با مرد دیگری ازدواج کرده بود و درخواست نیجار به علت ازدواج مصلحتی رد شد. او به این حکم اعتراض کرد ولی در این امر شکست خورد.
او در نهایت مجوز ورود به کانادا را دریافت کرد. طبق اظهارات مارک میلر، وزیر مهاجرت، پناهندگی و شهروندی، نیجار در روز ۲۵ مه ۲۰۰۷، شهروندی کانادا را کسب کرد.

## همکاری با سازمان‌های سیک
نیجار در کانادا در کسب‌وکار لوله‌کشی به فعالیت مشغول بود. او در شهر سوری، استان بریتیش کلمبیا زندگی می‌کرد و در آنجا پیشوای جامعه محلی سیک بود. او در سال ۲۰۱۸، رئیس نیایشگاه سیک‌ها به نام گورو نانک در این شهر بود. روزنامه  نیویورک تایمز این گردهمایی مذهبی را «قدیمی‌ترین، بزرگ‌ترین و از لحاظ سیاسی قدرتمندترین معابد سیک در شهر سوری» توصیف کرده است. نیجار در سال ۲۰۲۲، دوباره به ریاست این نیایشگاه برگزیده شد.
نیجار، رهبر شاخه سازمان سیک‌ها در جستجوی عدالت در کانادا بود. در سال ۲۰۱۲، او دادخواست‌هایی را برای جمع‌آوری امضاء منتشر کرد و از سازمان ملل متحد خواست تا خشونت علیه سیک در هند در سال ۱۹۸۴ را به عنوان نسل‌کشی به رسمیت بشناسد. چند ماه قبل از اینکه به قتل برسد، او یک همه‌پرسی غیررسمی را در بین سیک‌های دور از وطن با حمایت مالی سازمان سیک‌ها در جستجوی عدالت، در پشتیبانی از جنبش خالصتان که در پی ایجاد یک ایالت مستقل سیک هستند، سازمان‌دهی کرد. فعالیت جنبش خالصتان در هند ممنوع شده است اما در جوامع دور از وطن سیک، از حمایت برخوردار است. بعد از کشته شدن نیجار، سازمان جهانی سیک در کانادا اعلام کرد که نیجار «اغلب اعتراض‌های صلح‌آمیز علیه نقض حقوق بشر فعال در هند، و در حمایت از خالصتان را رهبری می‌کرد.»
نیجار به عنوان رهبر مذهبی، در فعالیت‌های مختلف اجتماعی مشغول بود، نیایش‌های ویژه را برای مسلمانانی که در حادثه تیراندازی مسجدهای کرایست‌چرچ در نیوزیلند در سال ۲۰۱۹ کشته شدند و کودکان بومی کانادایی که در گورهای بی‌نام و نشان مدارس شبانه‌روزی کانادایی دفن شده بودند، برگزار کرد. او همچنین خواستار آزادی جی.ان. سای‌بابا، فعال حقوق بشر شد که در هند زندانی بود.
طبق صدای ضبط شده نیجار توسط روزنامه گلوب اند میل، او طرفدار استفاده از اسلحه علیه دشمنان مردم هند است و اظهار کرد «ما باید اسلحه به دست بگیریم. ما روی تیغ شمشیر خواهیم رقصید.» او همچنین سیک‌هایی را که به وسیله کنشگری و روش‌های سیاسی از جنبش خالصتان حمایت می‌کنند، نکوهش کرد و بیان کرد «ضروری است افرادی را که طرفدار روش‌های مسالمت‌آمیز هستند کنار بزنیم. از این طریق چه عدالتی نصیب ما خواهد شد؟»
نیجار با ریپودامن سینگ مالک، سیک کانادایی که از دست داشتن در بمب‌گذاری پرواز شماره ۱۸۲ خطوط هوایی هند در سال ۱۹۸۵ تبرئه شد بود، اختلاف‌هایی داشت. مالک و شریکش، یک دستگاه چاپ تجاری خریده بودند تا کتاب مقدس سیک‌ها را چاپ کنند اما مدتی بعد، از نیجار طی یک دادخواهی مدنی در استان بریتیش کلمبیا شکایت کردند مبنی بر اینکه، نیجار از عودت دستگاه چاپی که مالک در نزد او امانت گذاشته بود، خودداری کرده است. بعد از اینکه مالک در سال ۲۰۲۲ کشته شد، تعدادی گزارش خبر هندی به نقل از مقامات اطلاعاتی نقل قول کردند که گمان می‌رود نیجار به نحوی با کشته شدن مالک مرتبط بوده باشد. نیجار این ادعاها را تقبیح کرد و گفت که او با مالک رفیق بود به طوری که پسرش را در مدرسه‌ای ثبت‌نام کرده بود که مالک مؤسس آن بود و برای فعالیت مالک در جامعه سیک احترام قائل بود؛ وکیل او اعلام کرد که نیجار «مورد اهدافی با غرض‌ورزی کینه‌جویانه قرار گرفته و تنها به خاطر عقاید مخالف سیاسی خود، به جنایت متهم شده است.»

## اتهام فعالیت‌های ستیزه‌جویانه

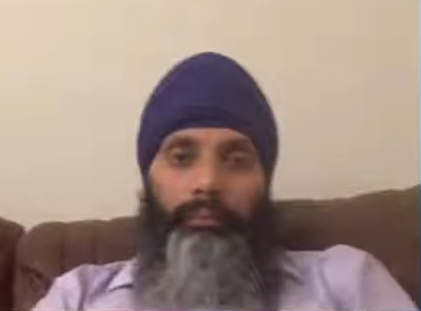
هاردیپ سینگ نیجار در سال ۲۰۲۰

دولت هند، نیجار را به سرکردگی گروه ستیزه‌جوی حامی خالصتان، نیروی تایگر خالصتان متهم کرد. به درخواست دولت هند، در سال‌های ۲۰۱۴ و ۲۰۱۶، دو اعلان قرمز پلیس بین‌الملل علیه نیجار صادر شد. اولین بار به او اتهام «مغز متفکر و عضو فعال» نیروی ستیزه‌جوی تایگر خالصتان زدند و اعلام کردند افرادی که در ارتباط با انفجار بمب سالن سینمای شینگار سال ۲۰۰۷ دستگیر شده بودند نام او را به عنوان یکی از افراد مشارکت‌کننده در این حادثه ذکر کرده‌اند. گورپاتوانت سینگ پانون وکیل، کنشگر و هموطن نیجار گفت که نیجار از مشارکت در یک توطئه تبرئه شد. دولت و سازمان اطلاعات هند به نیجار اتهام زدند که او بین سال‌های ۲۰۱۲ تا ۲۰۱۴ از پاکستان بازدید کرده است و در آنجا با فرمانده نظامی تشکیلات بابار خالصا، جاگتار سینگ تارا ملاقات کرد، به خدمت سازمان اطلاعات نظامی پاکستان درآمد و تحت آموزش قرار گرفت، تعالیم مربوط به مواد منفجره و اسلحه را دریافت کرد و با دستور تارا در سال ۲۰۱۳ به کانادا فرستاده شد تا آموزش دستگاه جی‌پی‌اس دستی را دریافت کند. در پاکستان او با نشان دادن اسلحه کلاشینکف (AK-47) و در کنار تارا روی پشت‌بام نیایشگاه سیک‌ها عکس گرفته بود. در سال ۲۰۱۵، دولت هند از مقامات کانادایی درخواست کرد که نیجار را به خاطر مظنون بودن به مشارکت در طرح انتقال مهمات توسط پاراگلایدر به داخل هند تحت نظر قرار دهند. نیجار گفت که این ادعا «کاملاً مضحک» و «بیشتر شبیه طرح فیلم بد بالیوود» است.
اعلان قرمز پلیس‌بین‌الملل در سال ۲۰۱۶، به درخواست مقامات هندی صادر شد و نیجار را به «مغز متفکر و توطئه‌گر کلیدی بسیاری از فعالیت‌های تروریستی در هند» متهم کرد؛ هند نیجار را به توطئه برای قتل «رهبران هندو» متهم نمود و ادعا کرد که نیجار یک اردوگاه آموزشی تروریستی سیک را در نزدیکی شهر میشن، استان بریتیش کلمبیا اداره می‌کند. در پی این اتهامات، پلیس سواره‌نظام سلطنتی کانادا (RCMP) نیجار را بازخواست کرد و متعاقب این امر نام او در فهرست افراد پرواز ممنوع کانادا قرار گرفت و حساب‌های بانکی شخصی‌اش مسدود شد. برای یک مدت زمان نامشخص، نام نیجار در فهرست نظارت پلیس بین‌الملل قرار داشت، در سال ۲۰۱۶ با کمک گورپاتوانت سینگ پانون نام او از این لیست حذف شد. طی یک نامه‌ای که برای نخست‌وزیر کانادا، جاستین ترودو ارسال کرد، نیجار اتهامات دولت هند را «جعلی، بی‌اساس، ساختگی و با انگیزه سیاسی» و بخشی از کمپین کثیف جهت بدنام کردن او خواند. منابع ناشناس نزدیک به دالیوال به روزنامه گلوبال گفته‌اند که نیجار ۵ مرد سیک را برای همراهی در فعالیت‌های مخفیانه گوناگون در اموری شامل آموزش اسلحه، تمرین هدف‌گیری و به‌کارگیری جی‌پی‌اس در منطقه لوئر مین‌لند بی‌سی راهنمایی کرده است.
در سال ۲۰۱۸، دولت هند دوباره نیجار را به «قتل‌های هدفمند متعدد» در هند متهم کرد و در ماه فوریه ۲۰۱۸، آماریندر سینگ سروزیر ایالت پنجاب نام نیجار را در «فهرست افراد تحت تعقیب در اولویت» قرار داد و آن را برای نخست‌وزیر کانادا ارسال کرد. در یک بیانیه نیجار اعلام کرد: «من به خاطر تداوم برگزاری کمپین علیه اعمال خشونت نسل‌کشی در قبال سیک‌ها و تداوم حمایت خود از رفراندوم ۲۰۲۰ برای جدایی پنجاب از هند و ایجاد یک کشور سیک به نام خالصتان توسط مقامات هندی مورد آماج قرار گرفته و پرونده‌های جنایی کذب درست کرده‌اند.»
در سال ۲۰۲۰، هند بر اساس قانون فعالیت‌های غیرقانونی نیجار را تروریست در نظر گرفت و اعلام کرد که «او در موارد مرتبط با تشویق به اعمال فتنه‌گرانه و شورشی و نیز تلاش برای ایجاد ناسازگاری بین جوامع مختلف هند دست داشته است.» در همان سال، در بحبوحه اعتراض‌های مزرعه‌داران هندی نسبت به قوانین جدید کشاورزی، دولت هند یک پرونده جنایی، یکی از چند پرونده‌ای که مقامات هندی علیه کنشگران سیک که در داخل و خارج کشور زندگی می‌کنند ایجاد کرده‌اند، علیه او تشکیل داد؛ دولت در ابتدا تلاش کرد تا با ارتباط دادن اعتراض‌های کشاورزان به موضوع ناسیونالیسم سیک، آن را بی‌اعتبار نشان دهد. در سال ۲۰۲۲، آژانس تحقیق ملی هند (National Investigation Agency) نیجار را به برنامه‌ریزی برای قتل یک کاهن هندو در پنجاب متهم کرد و جایزه‌ای بالغ بر ۱٬۰۰۰٬۰۰۰ روپیه (حدود ۱۶٬۲۰۰ دلار کانادا) بابت هر گونه اطلاعاتی که به دستگیری او کمک کند در نظر گرفت.
در ماه ژوئن ۲۰۲۴، نشریه گلوب اند میل یک سال بعد از قتل نیجار، گزارشی را منتشر کرد که مبتنی بر تعداد معدودی از سخنرانی‌های نیجار بود که در آن خواستار اعمال خشونت علیه دشمنان هندی بود. در این گزارش به‌طور خلاصه، اتهامات اعلام شده توسط تشکیلات دولت هند مبنی بر اینکه نیجار در راس فعالیت‌های جنایی مختلف در هند از جمله بمب‌گذاری در سینمایی در شهر لودیانا قرار داشته، بیان شده است و گفته که آنها شواهد قانع کننده‌ای برای اثبات این ادعاها ارائه نکرده‌اند. در مراحل اولیه دادگاه، هیچ اشاره‌ای به نیجار یا دخالت او در این امر نشده است. در این گزارش آمده است که برخی از کارشناسان امنیتی کانادا به ادعاهای هند در مورد نیجار اعتقادی ندارند، خاطر نشان کرده‌اند که «مقامات اطلاعاتی هند در چنبره زدن بر شواهد برای تطبیق سازی آنها در جهت مقاصد سیاسی، شهرت زیادی دارند» و اینکه برای دستگیری نیجار شواهد کافی وجود نداشت وگرنه خیلی وقت پیش به این امر مبادرت می‌ورزیدند. در این گزارش خاطر نشان شده است که بسیاری از اتهامات علیه نیجار بر پایه اقرار افراد بی‌نام و نشان یا افرادی است که تحت بازداشت در هند با سوگند خوردن مطالبی را عنوان کرده‌اند، گروه‌هایی همچون سازمان جهانی سیک معتقدند که این اقرارها با شکنجه به دست آمده‌اند و به همین خاطر معتبر نیستند. در اعترافات به دست آمده ادعا شده است که نیجار فعالیت‌های خشونت‌آمیز در پنجاب را به منظور هدف قرار دادن افراد غیر سیک و تاجران پولدار، هدایت می‌کرد.
در این گزارش، دوستی نزدیک نیجار با فردی که عضو نیروی کماندو خالصتان بود، از طریق برادر آن فرد، تأیید شده است و نوشته است که نیجار رابطه نزدیک خود با جاگتار سینگ تارا را همچنان حفظ کرده بود، با توجه به اینکه جاگتار در ترور بنت سینگ مشارکت داشت و در راس گروه‌های مختلف شبه نظامی سیک از قبیل نیروی کماندو خالصتان و نیروی تایگر خالصتان قرار داشت.

## مرگ، مشاجرات دیپلماتیک و تحقیقات جنایی

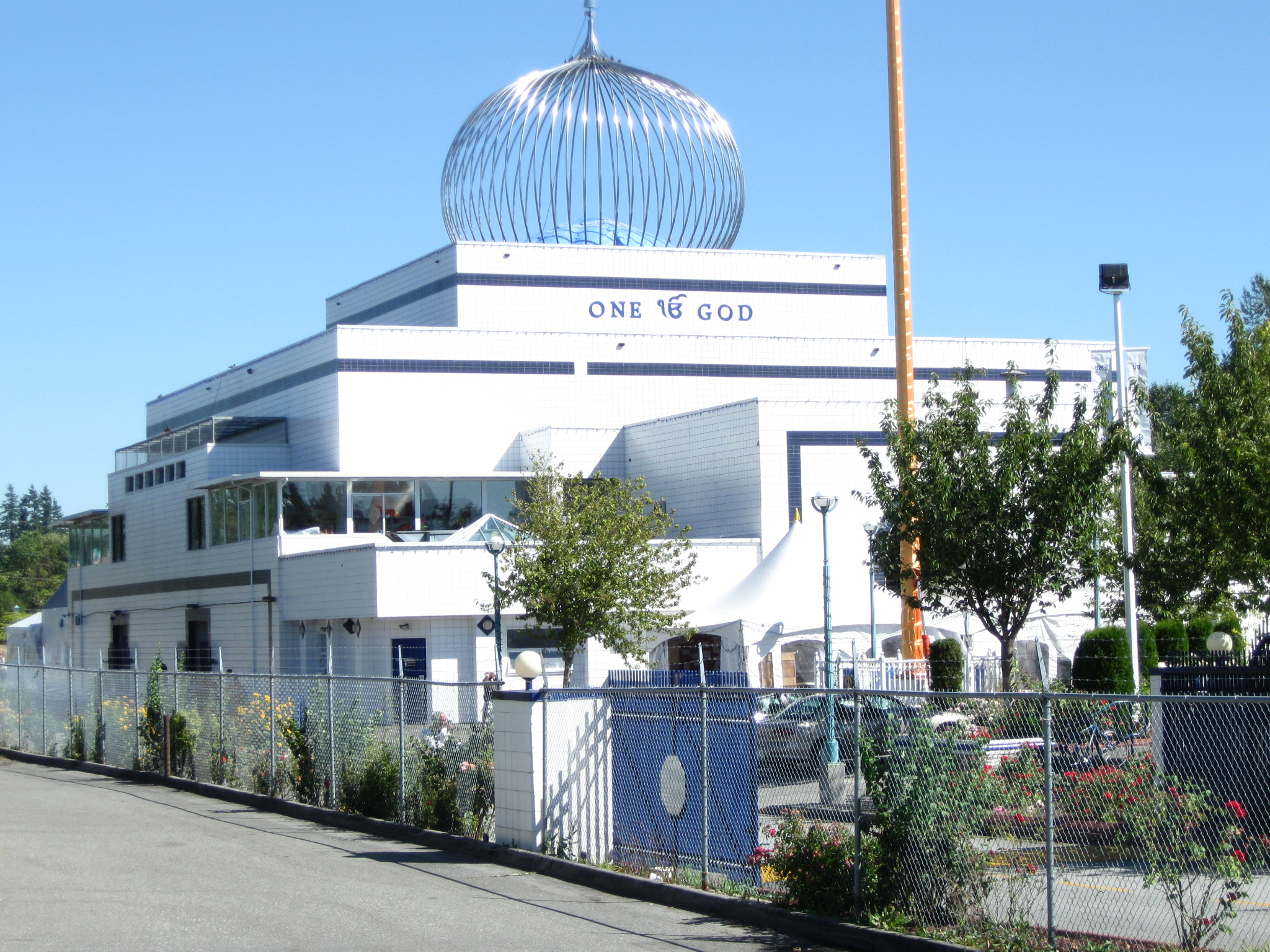
نیایشگاه گورو ناناک که نیجار در محوطه بیرونی آن به قتل رسید.

در اوایل تابستان سال ۲۰۲۲ در کانادا، نیجار توسط مقامات سازمان اطلاعات امنیت کانادا از یک طرح ترور احتمالی علیه خود مطلع شد. طبق اظهارات پسرش، نیجار در روزهای قبل از کشته شدن «هفته‌ای یک یا دو مرتبه» با افسران سازمان اطلاعات امنیت کانادا ملاقات داشت و طبق برنامه‌ریزی قبلی قرار بود دو روز بعد از روزی که به قتل رسید، با آنها ملاقات کند. افسران سازمان اطلاعات امنیت کانادا به نیجار در مورد تهدید جانی هشدار داده بودند و توصیه کرده بودند در منزل بماند.
در روز ۱۸ ژوئن ۲۰۲۳، نیجار در پارکینگ نیایشگاه گورو نانک سیک‌ها در شهر سوری، استان بریتیش کلمبیا توسط دو مرد مسلح نقاب‌دار درون ماشین وانت پیکاپ خود، مورد اصابت گلوله قرار گرفت و کشته شد. او عصر از نیایشگاه خارج شده بود و حدود دو دقیقه بعد داخل ماشین دوج تراک خود، مورد هدف گلوله قرار گرفت. ۳۴ گلوله به او اصابت کرده بود. پلیس گزارش تیراندازی در نیایشگاه سیک‌ها را در ساعت ۸:۲۷ دقیقه شب دریافت کرد. افراد مسلح (مأموران تحقیق آنها را افرادی تنومند توصیف کرده‌اند) از صحنه تیراندازی با پای پیاده به سوی ماشینی (مدتی بعد مشخص گردید ماشین تویوتا کمری نقره‌ای ۲۰۰۸ است) که در انتظار آنها بود فرار کردند و ماشین به سرعت از آنجا دور شد. مأموران تحقیق گفتند که دو مرد مسلح و راننده ماشینی که با آن فرار کردند، دست‌کم یکساعت قبل از مبادرت به تیراندازی، در آنجا منتظر مانده بودند. مرگ نیجار توسط گروه یکپارچه تحقیقات قتل در بخش پلیس سواره‌نظام سلطنتی کانادا تحت رسیدگی است. فیلم‌های ویدیویی و گزارش‌های گردآوری شده از شاهدان توسط روزنامه واشینگتن پست نشان داد که حمله‌ای هماهنگ شده با حضور دست‌کم شش مرد و دو وسیله نقلیه انجام گرفته است. این نشریه خاطر نشان کرد که واکنش پلیس کند بوده است؛ پلیس سواره‌نظام سلطنتی کانادا و پلیس شهر سوری بر سر اینکه این قتل در صلاحیت و حوزه عملکرد کدام یک از آنها است مشاجره داشتند، صاحبان کسب‌وکار محلی اشاره داشتند که آنها به دنبال تصاویر ضبط شده توسط دوربین‌های امنیتی نبوده‌اند.
تحقیقات جنایی در کانادا
در ماه سپتامبر ۲۰۲۳، نخست‌وزیر جاستین ترودو اعلام کرد آژانس‌های امنیتی کانادا، تحقیقات در مورد قتل نیجار را آغاز کرده‌اند و مأموران مظنون هستند که این قتل را دولت هند ترتیب داده باشد. در آن زمان، جاستین ترودو هشدار داد که «هر گونه دخالت یک دولت خارجی در قتل شهروندان کانادایی در خاک کانادا، نقض غیرقابل پذیرش حق حاکمیت ما می‌باشد».
در ماه مه ۲۰۲۴، پلیس سواره نظام سلطنتی کانادا سه فرد به نام‌های کاران برار ۲۲ ساله، کمال پریت سینگ ۲۲ ساله و کاران پریت سینگ ۲۸ ساله را در ارتباط با قتل نیجار بازداشت کرد. هر سه نفر به قتل درجه یک و توطئه برای قتل متهم شدند. طبق گزارش پلیس، هر سه نفر دارای ملیت هندی بوده که در ادمونتون زندگی می‌کردند و بین سه تا پنج سال در کانادا حضور داشتند. سه قتل دیگر همچون کشتن یک پسر بچه ۱۱ ساله در ادمونتون، نظر به مرتبط بودن با این گروه و قتل نیجار، در حال رسیدگی است اما این سه قتل مظنون به ارتباط با دولت هند نیست. این سه نفر با ویزاهای موقت در کانادا حضور داشتند و در ظاهر امر با باند لارنس بیشنوی مرتبط بودند.
اتهام مبنی بر مسئولیت هند
در ماه سپتامبر ۲۰۲۳، در طی برگزاری اجلاس گروه ۲۰ دهلی‌نو، مقامات کانادا و هند ملاقات رسمی رو در رویی نداشتند اما در حاشیه اجلاس دیداری انجام دادند. نارندرا مودی، نخست‌وزیر هند نگرانی خود را از افراد و تشکیلات افراطی در کانادا که در تهدید و خشونت در قبال دیپلمات‌ها و جامعه هندی دست داشتند با جاستین ترودو، نخست‌وزیر کانادا مطرح کرد در حالی که نخست‌وزیر کانادا به اتهامات مبنی بر دخالت دولت هند در قتل هاردیپ سینگ نیجار، اشاره داشت. مذاکرات بین دو رهبر پرتنش بود و گفتگوهای تجاری در جریان را تحت تأثیر قرار داد.
روز ۱۸ سپتامبر ۲۰۲۳، نخست‌وزیر کانادا جاستین ترودو در پارلمان اظهار کرد «در چند هفته گذشته، آژانس‌های امنیتی کانادا به‌طور مؤثر ادعاهای معتبر در مورد ارتباط بالقوه بین عوامل دولت هند» و قتل نیجار را پیگیری کرده‌اند. ترودو از دولت هند درخواست کرد با تحقیقات مورد نظر همکاری نماید و گفت: «هر گونه دخالت خارجی در قتل شهروند کانادا در خاک این کشور نقض غیرقابل پذیرش حاکمیت ما است.» نخست‌وزیر کانادا یک روز قبل از نشست کابینه دولت اظهار داشت: «ما به دنبال تحریک یا تشدید اوضاع نیستیم، حقایق را آنگونه که درک می‌کنیم با صداقت بیان می‌کنیم.»
دولت کانادا با استناد به ضرورت محافظت از منابع حساس و روش‌های اطلاعاتی، تاکنون هیچ گونه شواهد و مدارکی دال بر ارتباط دولت هند با قتل، برای عموم ارائه نکرده است. مراجع دولتی کانادا با آگاهی از این موضوع به سی‌بی‌سی گفتند که اطلاعات گردآوری شده از افراد و سیگنال‌های ارسال شده، از قبیل پیام‌های بین مقامات هندی و اطلاعاتی که توسط یک عضو ناشناس در فایو آیز تحویل آنها شده است، شواهدی از مرتبط بودن دولت هند با قتل را در دسترس قرار داده است. بعدها سفیر ایالات متحده آمریکا تأیید کرد که کانادا قبل از اعلام اتهامات، از سوی فایو آیز اطلاعاتی را در مورد این قتل دریافت کرده بود.
در ماه اکتبر ۲۰۲۴، مقامات کانادا اظهار کردند که مدارکی از دخالت دولت هند در ورود غیرمجاز افراد به خانه، تیراندازی از طریق وسائل نقلیه، آتش‌افروزی و دو فقره آدم‌کشی مربوط به نیجار و سوخدول سینگ، شلیک تیر در شهر وینیپگ در روز ۲۰ سپتامبر ۲۰۲۳، در اختیار دارند. تحقیقات نشان داد که دیپلمات‌های هندی با مرعوب و مجبور کردن کانادایی‌ها با زور یا تهدید، اطلاعاتی در مورد افرادی که به دنبال مدارک مهاجرت بوده یا پیوندهای خانوادگی در هند داشتند را برای شاخه تحقیقات و تحلیل هند جمع‌آوری کرده تا افرادی را به عنوان هدف انتخاب کنند و بعد توسط باندی به رهبری لارنس بیشنوی مورد حمله قرار گیرند. پلیس سواره‌نظام سلطنتی کانادا چند نفر را در ارتباط با قتل و اخاذی بازداشت کرد، برخی از آنها با دولت هند در ارتباط بودند و بر اساس شواهد معتبر به دوازده نفر از هندی تبارهای مقیم کانادا هشدار داده بودند مبنی بر اینکه عوامل هندی ممکن است به آنها حمله کنند.
پیامدهای دیپلماتیک
مرگ نیجار باعث بحران دیپلماتیک در روابط کانادا و هند شد و به پایین‌ترین سطح خود رسید. این اتهامات هند را خشمگین ساخت که آنها را مضحک و با انگیزه خاص قلمداد می‌کرد. تحقیقات، بی‌درنگ منجر به تعلیق گفتگوها در مورد توافق تجاری کانادا و هند در ۱ سپتامبر، گردید. ملانی جولی، وزیر امور خارجه کانادا دستور اخراج پاوان کومار رای، دیپلمات ارشد هند در کانادا که در راس بخش عملیات شاخه تحقیقات و تحلیل آژانس اطلاعات خارجی هند در کانادا قرار داشت، را صادر کرد. هند در پاسخ به این اقدام، در روز بعد حکم اخراج الیویه سیلوستر، رئیس اداره اطلاعات کانادا در هند را صادر کرد.
دولت هند همچنین کانادا را متهم کرد که کشورش را به عنوان مکانی امن برای تروریست‌ها و افراطیون تبدیل کرده است که به تهدید حاکمیت و تمامیت ارضی هند تداوم می‌بخشند. در روز ۲۱ سپتامبر، آریندام باگچی سخنگوی وزارت خارجه هند، کانادا را به عنوان «پناهگاه امنی برای تروریست‌ها، افراطیون و جنایت سازمان‌یافته» معرفی کرد. سیاستمداران از هر دو حزب حاکم بهاراتیا جاناتا و اپوزیسون، همچنین مجریان اخبار، تحلیل‌گران و سفرای قبلی، ترودو را به مطرح کردن این اتهامات در جهت منافع سیاسی خود، متهم کردند.
هند در روز ۲۰ سپتامبر ۲۰۲۳ هشدار سفر به کانادا صادر کرد و به شهروندان هندی توصیه کرد به خاطر فعالیت‌های فزاینده ضد هندی و چشم‌پوشی بر روی جنایات نفرت‌انگیز به خاطر منافع سیاسی از سوی دولت کانادا، در صورت مسافرت «بیشترین جوانب احتیاطی» را در پیش بگیرند؛ دومینیک لبلانک وزیر امنیت عمومی کانادا این هشدار را رد کرد. در روز ۲۱ سپتامبر ۲۰۲۳، هند به‌طور موقت فرایند اخذ ویزا را برای شهروندان کانادایی به خاطر اختلاف‌های پیش آمده بین دو کشور به حالت تعلیق درآورد؛ دولت هند دلیل این تعلیق را تهدیدهای امنیتی که کمیسیون عالی و کنسولگری‌های هند در کانادا با آن مواجه هستند، ذکر کرده است. برای شهروندانی که دارای ویزای معتبر هستند، هیچ محدودیتی وجود ندارد.
در روز ۳۰ سپتامبر ۲۰۲۳، سوبرامانیام جایشانکار وزیر خارجه هند بنا بر چیزی که او آن را «سهل‌گیری کانادا در مورد تروریسم، افراط‌گرایی و خشونت» نامید، گفت که چند سال است که هند مشکلی تداوم‌دار با این کشور داشته است و اظهار کرد پرسنل دیپلماتیک ما به‌طور پیوسته مورد ارعاب قرار گرفته‌اند. در ماه اکتبر هند دستور داد که کانادا ۴۱ دیپلمات خود را از سفارت خود در دهلی خارج کند.
در ماه ژوئن ۲۰۲۴، نخست‌وزیر هند و نخست‌وزیر کانادا در طی برگزاری پنجاهمین اجلاس گروه هفت در ایتالیا، ملاقات مختصری با یکدیگر داشتند و نشان دادند که برخوردهای اعتراض‌آمیز بین دو کشور در ارتباط با قتل نیجار ممکن است کاهش پیدا کند. ترودو نخست‌وزیر کانادا بیشتر اظهار کرده بود که در برخی موضوع‌های مهم، متعهد به همکاری با هند هستند.
در ماه اکتبر ۲۰۲۴، بعد از اینکه کانادا اعلام کرد که پلیس سواره‌نظام سلطنتی کانادا «شواهد غیرقابل انکاری» از ارتباط بین عوامل دولت هند و «قتل، اخاذی و اعمال خشونت‌آمیز» گردآوری کرده است، شش دیپلمات هندی از جمله کمیسر عالی سانجار کومار ورما را اخراج کرد؛ در پاسخ به این اقدام دولت هند با مضحک خواندن این اتهامات، شش دیپلمات کانادایی را در اقدامی تلافی‌جویانه اخراج کرد.
واکنش‌ها
کانادایی‌های هندی‌تبار
قتل نیجار باعث تشدید شکاف‌هایی شد که از قبل بین کانادایی‌های هندی‌تبار وجود داشت. بیش از نیمی از کانادایی‌های هندی، از سیک‌ها هستند و بسیاری دیگر هندو می‌باشند. طی دو سال قبل از قتل نیجار، نزاع‌های پراکنده‌ای هنگام برگزاری تظاهرات بین هندوها و سیک‌های حامی خالصتان اتفاق افتاده بود.
بعد از قتل نیجار، گورپاتوانت سینگ پانون مشاور کل گروه سیک‌ها در جستجوی عدالت، همسو با جنبش خالصتان، از هندوهای هندی در کانادا خواست به هند بازگردند و آنها را به ایجاد مزاحمت برای کانادا (working against) متهم کرد. این ویدئو که بعد حذف شد، توسط مقامات کانادایی از جمله دومینیک لبلانک وزیر امنیت عمومی کانادا، وزارت امنیت عمومی کانادا، جاگمیت سینگ رهبر حزب دموکراتیک جدید و پیر پالیو رهبر حزب محافظه‌کار محکوم شد؛ لبلانک با نوشتن مطالبی به اطلاع عموم رساند که «انتشار یک ویدیو نفرت‌آور آنلاین که کانادایی‌های هندو را مورد هدف قرار داده است مغایر با ارزش‌هایی است که ما به عنوان کانادایی آن را گرامی می‌داریم» و «اعمال پرخاشگرانه، نفرت‌آور، ارعاب یا ایجاد هراس» را محکوم کرد.
فایو آیز
هم پیمانان کانادا در اتحادیه اطلاعاتی فایو آیز، یعنی ایالات متحده، بریتانیا، استرالیا و نیوزیلند نگرانی خود را بیان کرده و هند را تشویق کردند تا با تحقیقات کانادا در مورد قتل همکاری کند، ولی به صورت علنی هند را به خاطر این اتهامات محکوم نکردند. در طی برگزاری اجلاس ۲۰۲۳ جی۲۰، ایالات متحده، بریتانیا، استرالیا و نیوزیلند این موضوع را در ملاقات با نخست‌وزیر هند به‌طور خصوصی مطرح کردند.
در روز ۲۲ سپتامبر، آنتونی بلینکن وزیر امور خارجه ایالات متحده آمریکا گفت که ایالات متحده در مورد این اتهامات «به شدت نگران» است و در حال هماهنگی با مقامات کانادا، در پی تداوم تحقیقات آنها در مورد قتل نیجار است. بلینکن گفت: «ما در مورد هر گونه ادعای مبتنی بر سرکوب فراملی به شدت حساس هستیم- این موردی است که ما آن را بسیار بسیار جدی در نظر می‌گیریم.» در روز ۳۰ سپتامبر، بلینکن از سوبرامانیام جایشانکار وزیر امور خارجه هند درخواست کرد تا با تحقیقات کانادا در مورد این قتل همکاری کند.
چند روز بعد از قتل نیجار، اف‌بی‌آی دست‌کم به سه کنشگر سیک آمریکایی هشدار داد که بر اساس اصل «وظیفه اعلام هشدار»، که قانون آنها را مکلف کرده است به شهروندان در مورد تهدیدهای مشخص جهت ایمن ماندن آنها هشدار دهد، زندگی آنها در خطر است.
در ماه نوامبر ۲۰۲۳، مقامات ایالات متحده آمریکا ادعا کردند طرح‌ریزی دولت هند برای قتل یک سیک تجزیه‌طلب ساکن در آمریکا، به نام گورپاتوانت سینگ پانون را خنثی کرده‌اند.
بنگلادش
ابولکلام عبدل مؤمن، وزیر خارجه بنگلادش به خاطر سیاست استرداد مجرمان کانادا در رسیدگی به پرونده متهم اس. اچ. ام. بی. چاودوری، ابراز نارضایتی کرد و کانادا را «مرکز قاتلان» توصیف کرد.
پاکستان
وزارت خارجه پاکستان اعلام کرد که «شبکه قتل فرا سرزمینی» هند جهانی شده است که «نقض آشکار قوانین بین‌المللی و اصل حاکمیت کشورها در سازمان ملل متحد» است.

## نکات
1. ↑  گزارشی در مطبوعات هند بیان کرد که کاران برار اهل کوت کاپورا، بخش فریدکوت، پنجاب بود و با ویزای تحصیلی به کانادا سفر کرده بود؛ کاران‌پریت سینگ از روستای سوندال در منطقه پلیس باتالا و با مجوز کار به کانادا رفته بود؛ کمال‌پریت سینگ اهل روستای چاک کالان، منطقه پلیس روستایی جلندر بود و با ویزای تحصیلی به کانادا سفر کرده بود.[۵۱]